# Der Frisör

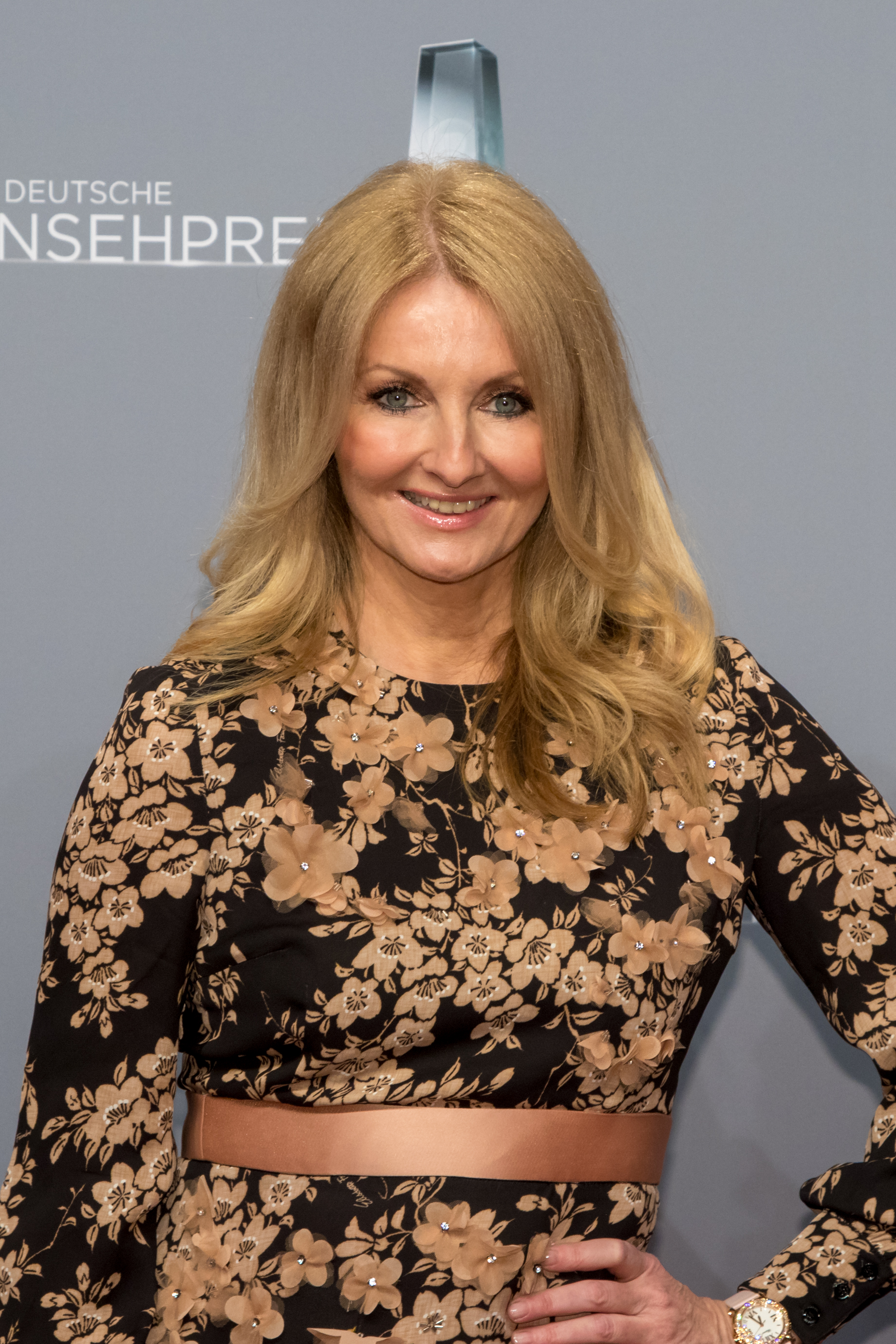
Frauke Ludowig, Moderatorin der Sendung

Der Frisör war eine deutsche Reality-Soap des Fernsehsenders RTL, die 2001 ausgestrahlt wurde. Sie bestand aus 61 Folgen, die von Frauke Ludowig moderiert wurden. Neben Ludowig war auch Promifrisör Udo Walz Teil jeder Sendung. Produziert wurde die Sendung von der Endemol Shine Germany. Das Format war in der TV-Saison 2000/01 eines der Aushängeschilder von RTL.

## Konzept und Inhalt
Die Fernsehshow spielte in einem Kölner Frisörsalon in der Innenstadt mit fünf von RTL herausgesuchten Frisören, die sich zuvor telefonisch um einen Termin bewerben konnten. Dabei hielten 19 Kameras jede Bewegung und jedes Gespräch zwischen Frisör und Kunde fest. Jede Woche wurde per Televoting ein Frisör von den Zuschauern abgewählt.
Ab Montag standen die Frisöre für ihre prominenten Kunden und Kundinnen fünf Tage die Woche bereit. Beim Frisieren wurde aus dem Nähkästchen geplaudert, indem die Prominenten sich frei heraus vor laufender Kamera über das unterhalten, was sie gerade bewegt. Dadurch hatte man einen intimen Einblick in das Privatleben der Promis. Bei den Themen waren keinen Grenzen gesetzt, es wurden mitunter auch schlüpfrige Themen beredet. In der Eröffnungssendung stellte Moderatorin Frauke Ludowig die TV-Frisöre vor. Es wurden auch stets ein Einblick in die einzelnen Frisörsalons gegeben. Halbstündige Zusammenschnitte mit den Ereignissen des Tages liefen jeden Werktagnachmittag.